# Enguerrand-Friedrich Lühl-Dolgorukiy
Enguerrand-Friedrich Lühl-Dolgorukiy, né à Paris en 1975, est un pianiste, compositeur et chef d'orchestre français.

## Biographie
Enguerrand-Friedrich Lühl-Dolgorukiy effectue ses études musicales à la Schola Cantorum puis intègre à quinze ans le Conservatoire national supérieur de musique et de danse de Paris.
En mars 2007, son Requiem Vauban pour chœur et orchestre symphonique est créé en la Cathédrale Saint Louis des Invalides, interprété par 200 musiciens et choristes placés sous la direction de Philippe Barbey-Lallia,,.
Enguerrand-Friedrich Lühl a composé un opéra, sept symphonies, un Requiem, trois concertos pour piano, diverses pièces pour soliste et orchestre, de la musique de chambre, environ 140 pièces pour piano seul, des orchestrations et transcriptions... Il entame son opus 300.

## Discographie
Ses enregistrements paraissent sous le label Polymnie,.

### Comme compositeur
- Quatuors à cordes no 1 et 2 (avril 2007, Polymnie POL 480 243)
- Requiem Vauban (août 2007, Barbey-Lallia, direction (Polymnie POL 790 344)
- Symphonie no 5 LWV 53 (sous la direction du compositeur, sortie juin 2009, Polymnie POL 990 361)
- Symphony no 6 « Madame Elisabeth »
- Quatuors à cordes (nos 3 et 4) (décembre 2009, Polymnie POL 480 364)
- Quatuors nos 3, 5, 6 et 7 (Polymnie POL 401 103)
- L'œuvre pour piano, vol. 1 – Philippe Barbey-Lallia, Mahery Andrianaivoravelona, Enguerrand-Friedrich Lühl-Dolgorukiy, piano (mai 2009, Polymnie POL 150 966) (OCLC 1182586121)
- L'œuvre pour piano, vol. 2 – Philippe Barbey-Lallia, Mahery Andrianaivoravelona, Enguerrand-Friedrich Lühl-Dolgorukiy, piano (2010, Polymnie POL 151 276) (OCLC 1182608090)
- L'œuvre pour piano, vol. 3 – Enguerrand-Friedrich Lühl-Dolgorukiy, Philippe Barbey-Lallia, Mahery Andrianaivarovelona, piano (2010, Polymnie POL 151 990) (OCLC 1182590310)
- L'œuvre pour piano, vol. 4 – Philippe Barbey-Lallia, Enguerrand-Friedrich Lühl-Dolgorukiy, piano (2012, Polymnie) (OCLC 1182582876)
- L'œuvre pour piano, vol. 5 – Enguerrand-Friedrich Lühl-Dolgorukiy, Bernard Job, piano (2012, Polymnie POL 103 106) (OCLC 1182577510)
- L'œuvre pour piano, vol. 6 – Enguerrand-Friedrich Lühl-Dolgorukiy, piano (2013, Polymnie POL 104 108) (OCLC 1182580131)
- L'œuvre pour piano, vol. 7 (Polymnie)
- L'œuvre pour piano, vol. 8 — Enguerrand-Friedrich Lühl-Dolgorukiy, piano (2015–2015, Polymnie POL 116 126) (OCLC 1182605361)
- L'œuvre pour piano, vol. 9 — Enguerrand-Friedrich Lühl-Dolgorukiy, piano (2016, Polymnie POL 122 136) (OCLC 1182579778)
- Œuvres pour violon et piano – Anne-Lise Durantel, violon ; Enguerrand-Friedrich Lühl-Dolgorukiy, piano (juillet 2012, Polymnie POL 210 768) (OCLC 1182605206)
- L'œuvre pour alto et piano : Sonate no 1 ; Variations sur un thème de Haydn ; Moments musicaux… – Cédric Catrisse, Cédric Lebennois, alto ; Enguerrand-Friedrich Lühl-Dolgorukiy, piano (2019, Polymnie) (OCLC 1182586668)
- L'œuvre vocale : Lemminkäinens Flucht ; Väinämöinens Warnung ; Väinämöinens ; Blommande rönn ; Rose de Saadi… – Liisa Viinanen, mezzo-soprano (février 2014, Polymnie POL 601 107) (OCLC 1182571564)

### Comme pianiste
de Rachmaninov
- Piano seul : pièces pour piano vol. 1 (sortie février 2009 – POL 150 657)
- Deux pianos : concerto no 2 op. 18 avec « Rhapsodie sur un thème de Paganini » op. 43 + prélude op. 3 no 2 (sortie février 2010 – POL 150 865)